# Maurice Garrel
Maurice Garrel (24. února 1923 Saint-Gervais – 4. června 2011 Paříž) byl francouzský herec. Jeho synové se rovněž věnovali filmu, Thierry je producent a Philippe režisér a scenárista. Hrál například ve filmech Následník (1973), Srdce v zimě (1992) a Artemisia (1997), stejně jako v několika snímcích svého syna (Le Cœur fantôme, Sauvage Innocence, Un été brûlant). Dvakrát byl nominován na César za nejlepšího herce ve vedlejší roli.